# Park Zoologická
Park Zoologická je park v kladenských Kročehlavech s keramickými sochami zvířat od Alexandry Koláčkové. Nachází se ve svahu v ulici Dr. Foustky u sídliště Sítná, mezi Sítenským údolím a hřištěm bývalého GDM, v místě bývalé ZOO (1961) a zrekonstruován byl v roce 2017 podle návrhu kladenského architekta Jana Červeného.

## Sochy
V parku jsou sochy zvířat s lavičkami, na lavičkách jsou jména zvířat uvedená česky, na zadní straně soch latinsky.
- dikobraz / hystrix
- jezevec lesní / meles meles
- koza domácí / capra aegagrus hilus
- lev / panthera leo
- muflon / ovis musimon pallas
- pes dingo / canis dingo
- šakal čabrakový / canis mezomelas
- vlk šedý / canis lupus

## Galerie

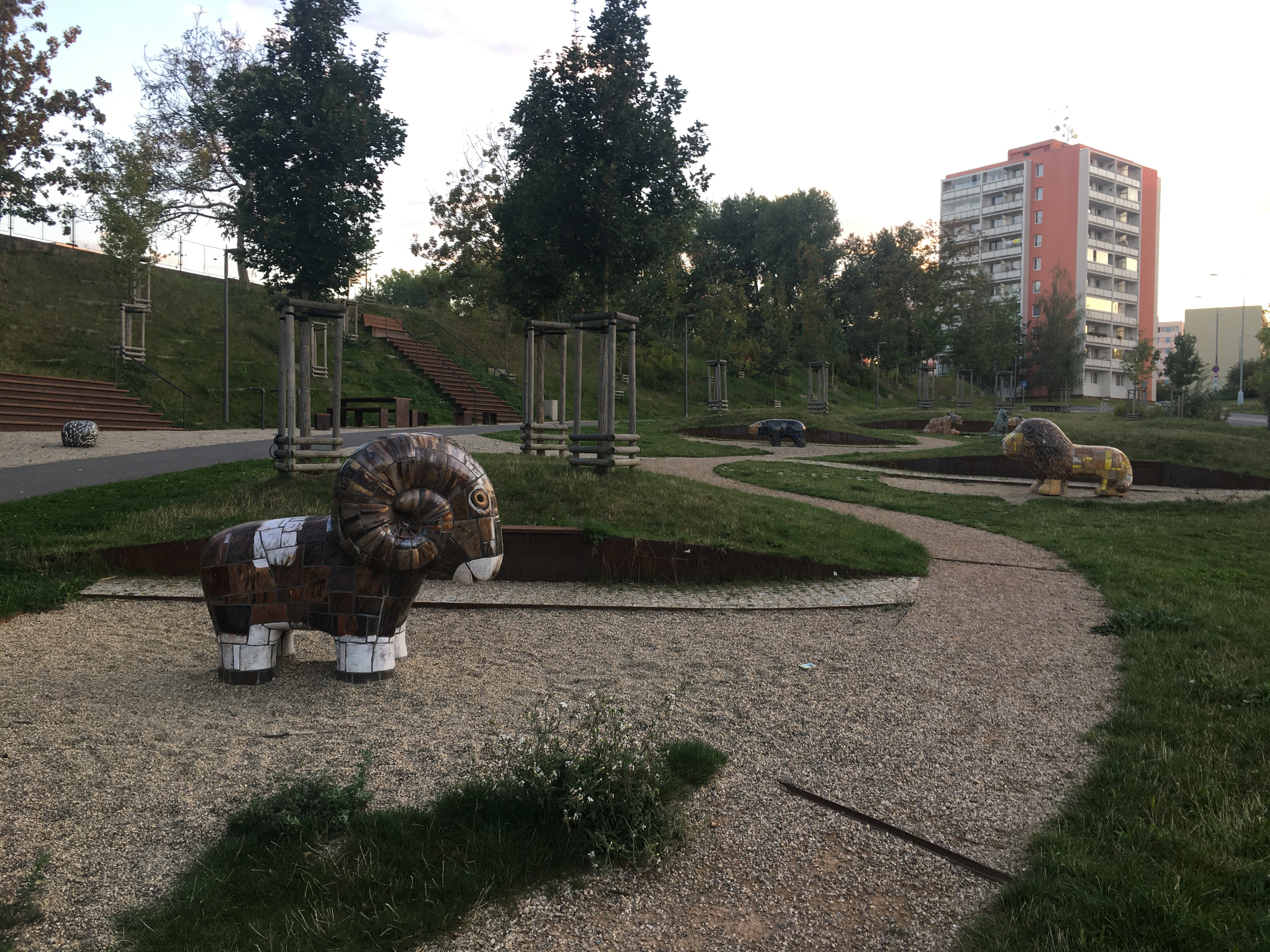
Muflon a ZOO
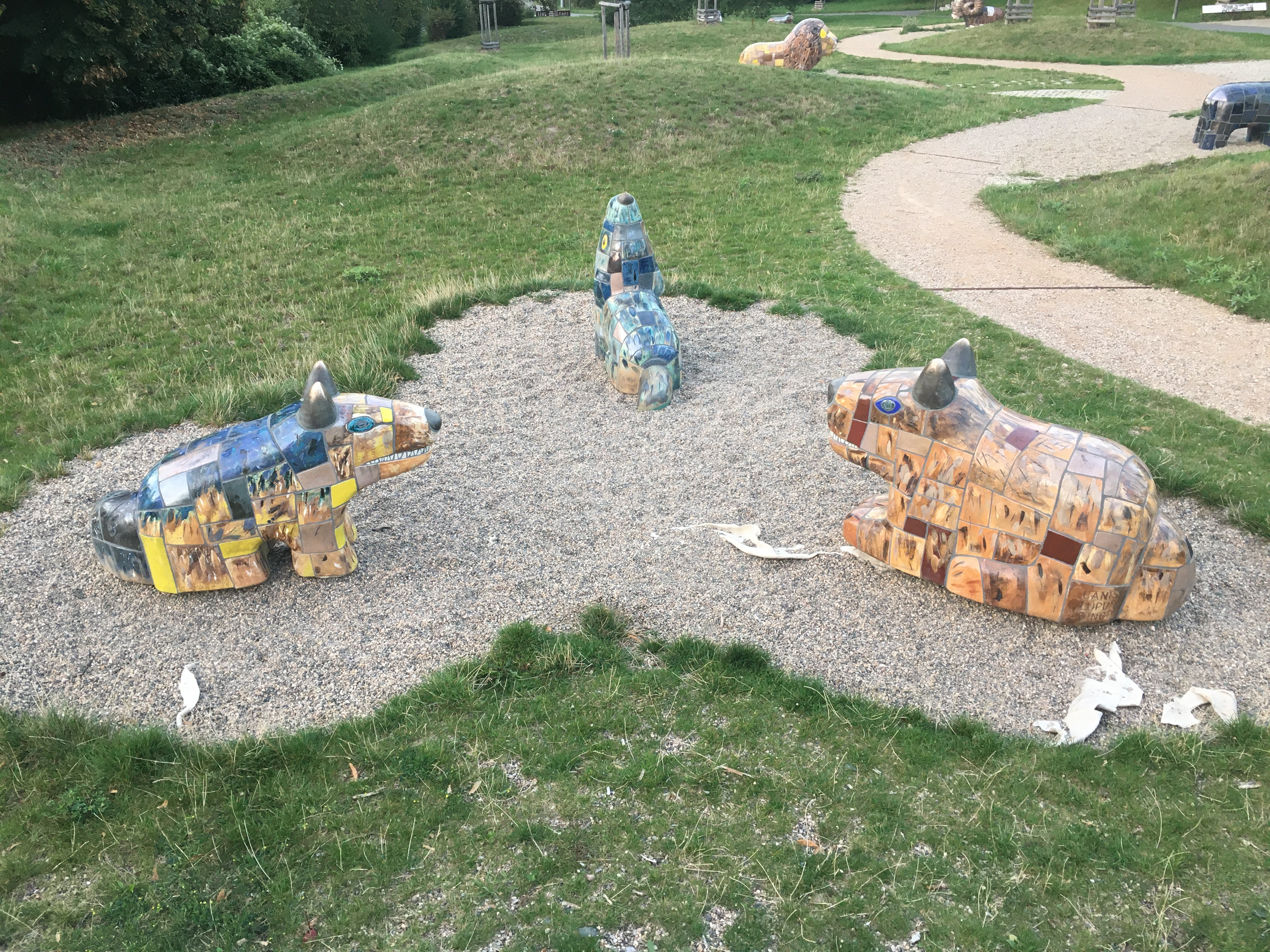
Pes, dingo a šakal
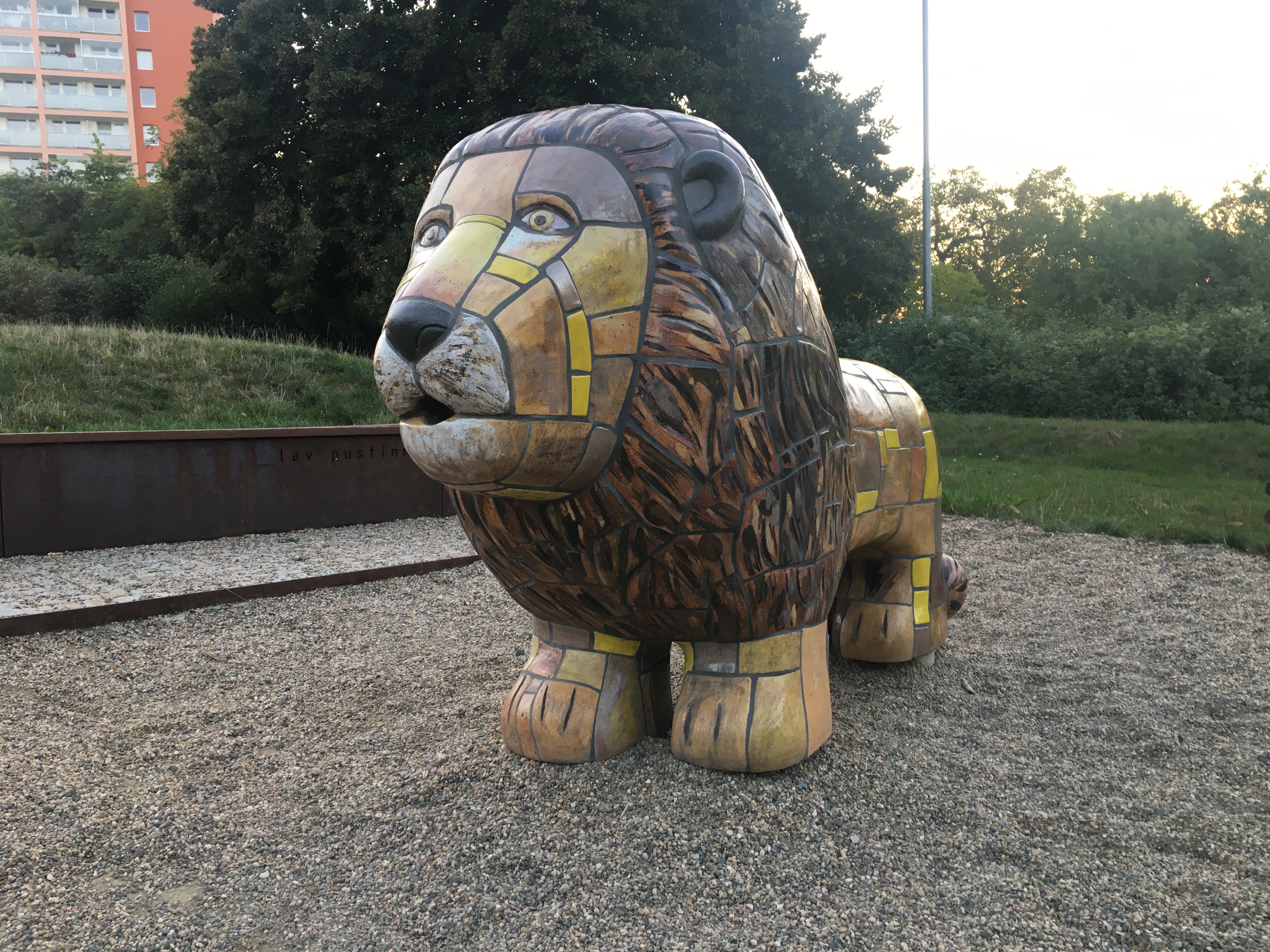
Lev
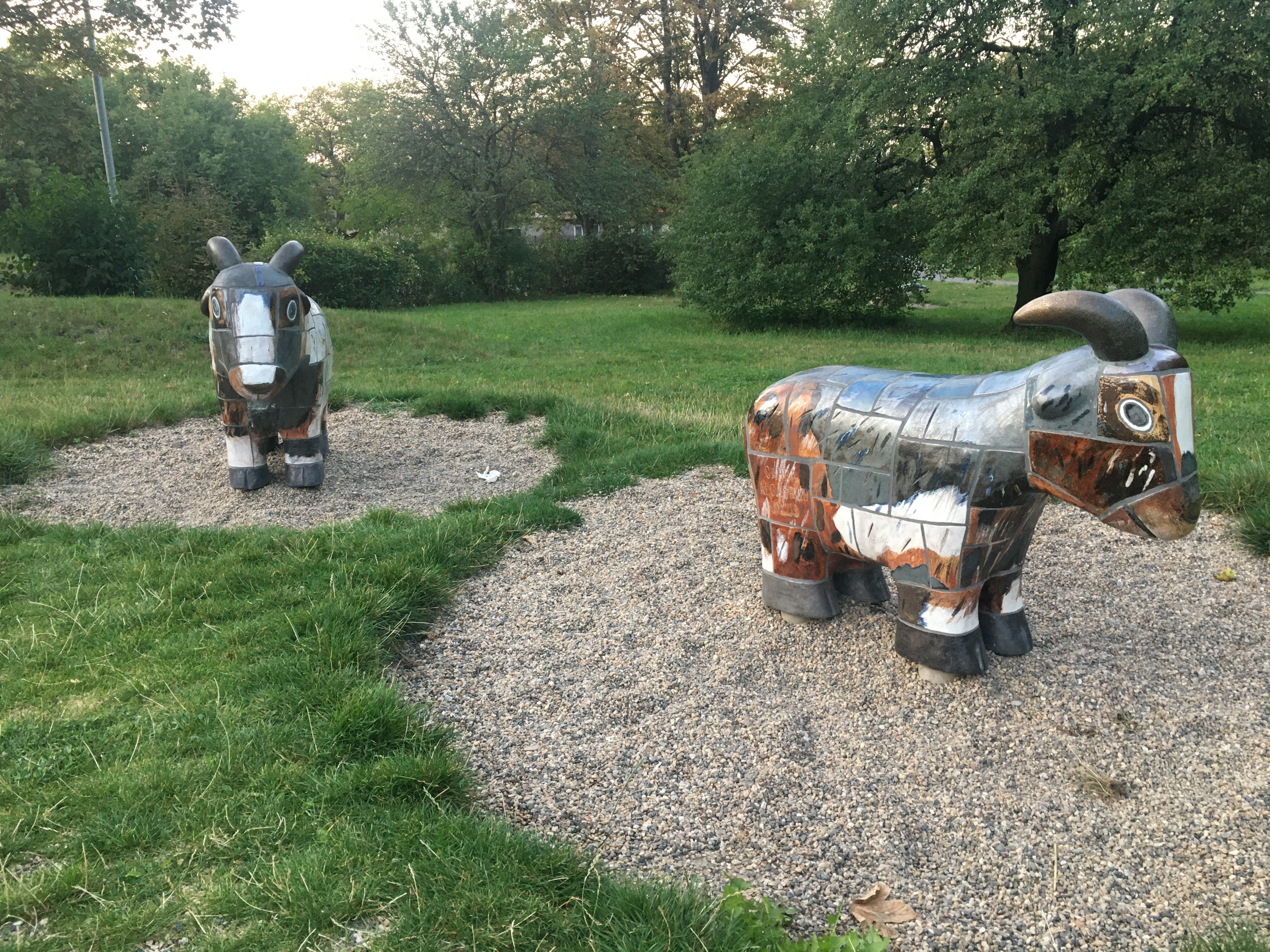
Kozy
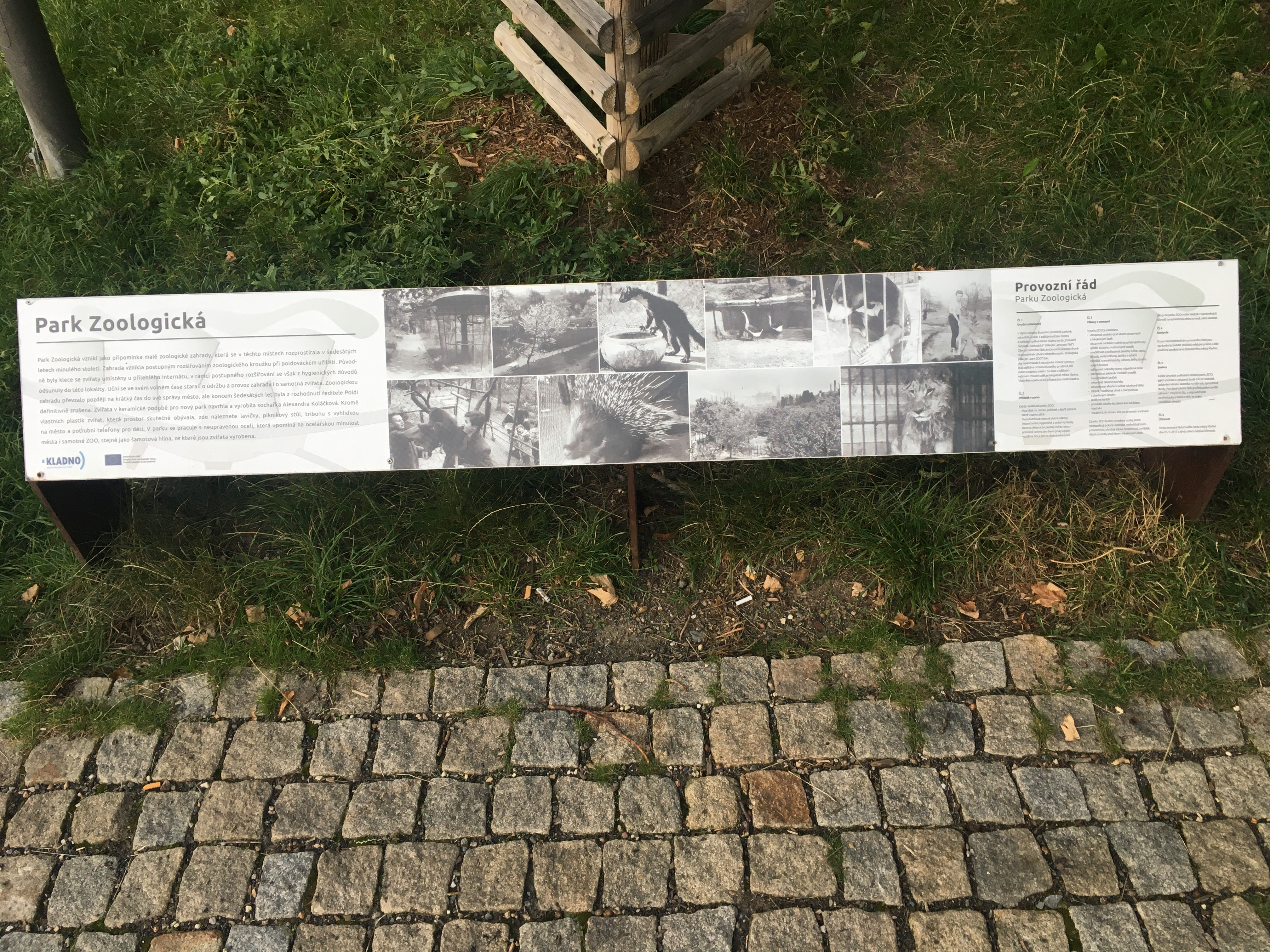
Historie zoo